# Pilagölen (Färgaryds socken, Småland)
Pilagölen är en sjö i Hylte kommun i Småland och ingår i Nissans huvudavrinningsområde.